# 祖亞
45°3′15″N 34°18′54″E / 45.05417°N 34.31500°E

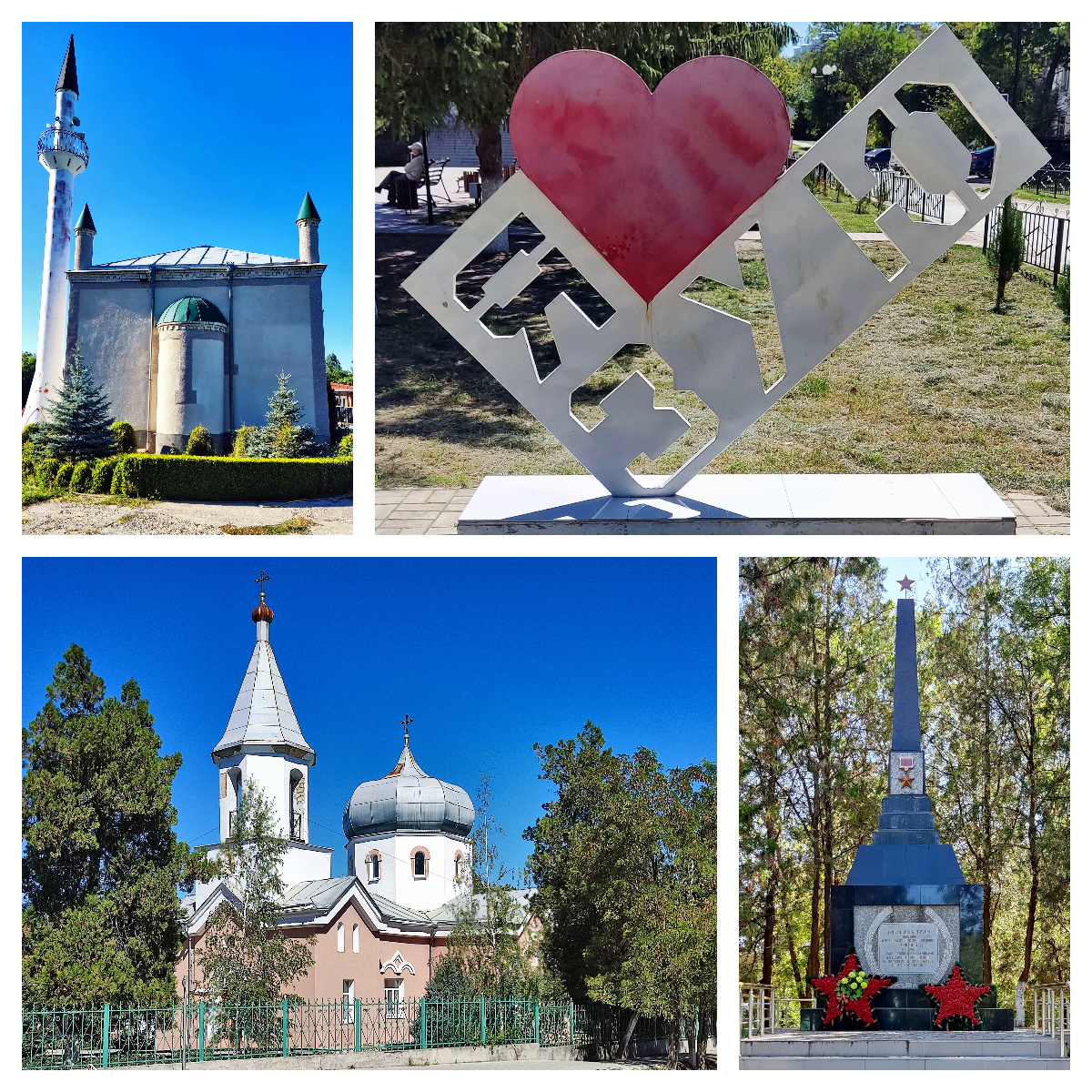

祖亞（烏克蘭語：Зуя），是法理上乌克兰克里米亚自治共和国比洛希尔斯克区的市级镇，但事实上是俄罗斯克里米亞共和國比洛希尔斯克区的市级镇。位於克里米亞半島，距離辛菲羅波爾22公里，面積6.18平方公里，海拔高度257米，2011年人口7,027，人口密度每平方公里1,137人。